# Christiaan Bernhard Tilanus
Christiaan Bernhard Tilanus (Harderwijk, 1796 - Amsterdam, 8 augustus 1883) was een Nederlandse medicus en hoogleraar in de medicijnen.

## Wetenschappelijke loopbaan
Tilanus volgde lessen aan de Utrechtse Hogeschool, promoveerde in 1818 in de geneeskunde en in 1819 in de chirurgie. Hij vestigde zich te Arnhem als arts in een genees- en heelkundige praktijk. In 1828 werd hem een leerstoel in de heel- en verloskunde te Amsterdam aan de klinische school aangeboden. In 1873 werd hij - kort na de opheffing van de klinische school - hoogleraar aan het Atheneum Illustre. Op 30 september 1873 kreeg hij eervol ontslag.
Hij was gedurende een aantal jaren voorzitter van het Genootschap tot bevordering der Genees -en Heelkunde en richtte de eerste polikliniek voor ooglijders op in 1853; mede door zijn inspanningen kwam de Rijkskweekschool voor vroedvrouwen tot stand.
Hij was de vader van J.W.R. Tilanus.